# Parque de la Primavera
El parque de la Primavera se encuentra en la montaña de Montjuic, en el distrito de Sants-Montjuic de Barcelona. Fue creado en 2007 con un proyecto de Patrizia Falcone. Este parque fue concebido con criterios de autosuficiencia y sostenibilidad, una de las premisas básicas en la creación de áreas verdes en la ciudad condal en la actualidad, como los parques de Can Rigal, de Torrent Maduixer y de Rieres d'Horta.

## Descripción
Se encuentra entre el barrio del Pueblo Seco y la vertiente norte de la montaña de Montjuïc, al lado del parque del Mirador del Poble Sec. Se trata de una zona de fuerte desnivel, resuelto a través de una serie de rampas y escaleras. Bajo el suelo del parque se encuentra un centro de tratamiento de residuos, el Parque de Limpieza de la Zona Sur, obra de los arquitectos Eileen Liebman, Fernando Villavecchia y Mireia Comajuncosa, construido ya con la intención de situar encima una zona verde. Varias chimeneas de este complejo sobresalen de la cubierta del edificio y se integran de forma armoniosa en el jardín superior, como elementos decorativos del parque. La vegetación es típicamente mediterránea, entre la que destacan los pinos blancos, los álamos y los sauces. El parque dispone de un área de juegos infantiles y otra para perros, y acoge un ambulatorio, el CAP Les Hortes. En su recinto se encuentran los restos de un refugio antiaéreo de la Guerra Civil.